# Viipuri (provincie)

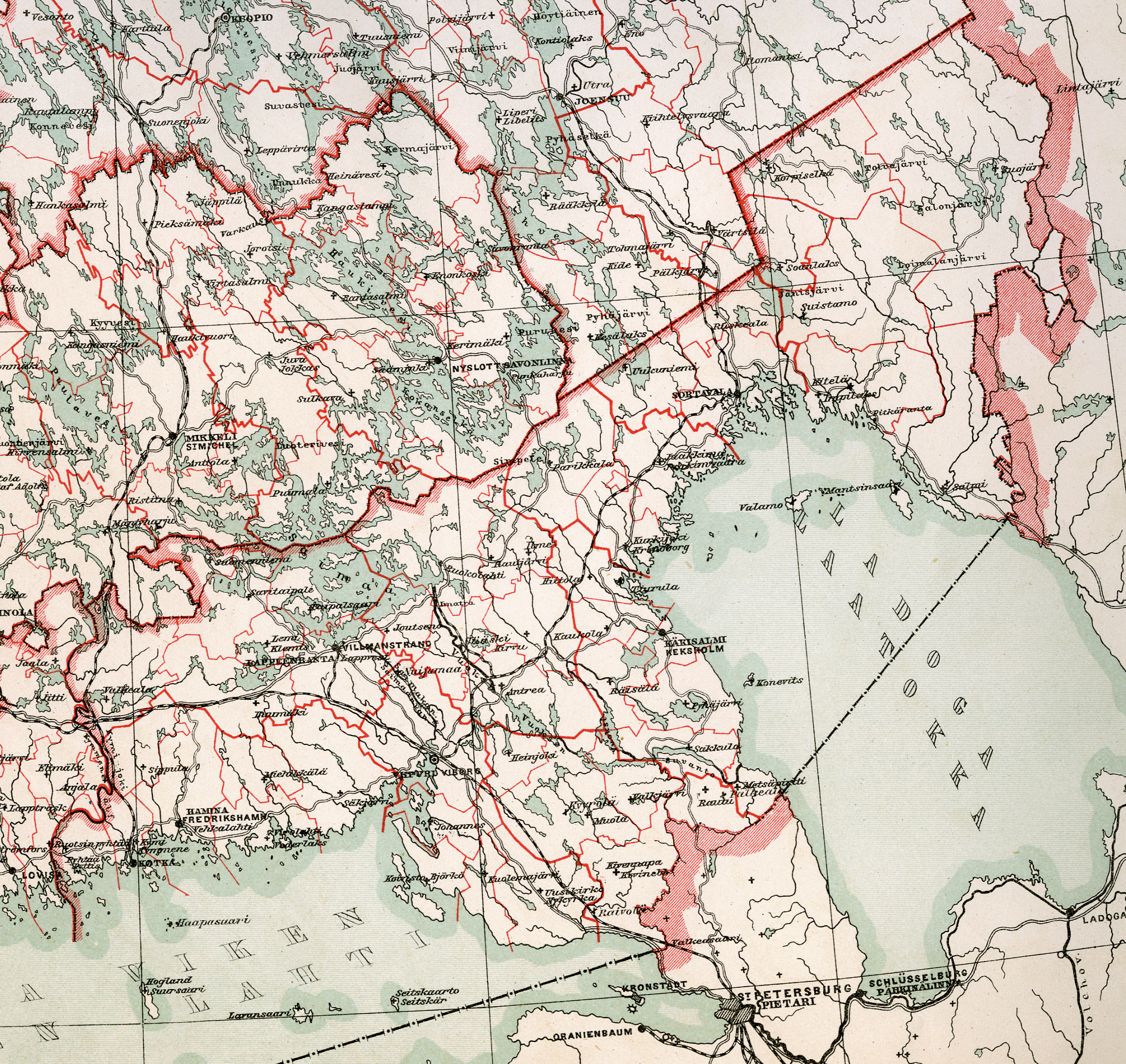
kaart van de provincie (1897)

De provincie Viipuri (Fins: Viipurin lääni, Zweeds: Viborgs län) was een provincie (lääni / län) van het groothertogdom Finland in de historische regio Karelië van 1812 tot 1945. Het had Viipuri / Viborg (tegenwoordig Russisch Vyborg) als hoofdstad en omvatte het huidige landschap van Zuid-Karelië, het oostelijke deel van Kymenlaakso en gebieden op de Karelische Landengte en ten noorden van het Ladogameer (zogenaamd Ladoga-Karelië) die in die tijd tot Finland behoorden.
Toen Finland van 1634 tot 1721 deel uitmaakte van het koninkrijk Zweden, was er al een provincie Viipuri-Savonlinna (Viborgs och Nyslotts län). Het gebied van de latere provincie Viipuri viel respectievelijk in 1721 en 1743 in handen van Rusland. Nadat in 1809 ook de rest van Finland in Russische handen was gevallen, werd dit zogenaamde Oud-Finland in 1812 bij het nieuw opgerichte autonome Groothertogdom Finland gevoegd en omgevormd tot de provincie Viipuri.
Na de Winteroorlog moest Finland in 1940 het grootste deel van de provincie Viipuri, inclusief de stad Viipuri, afstaan aan de Sovjet-Unie. In de Vervolgoorlog heroverde Finland het gebied in 1941 tijdelijk, maar stond het in 1944 voorgoed af. Als gevolg hiervan werden de delen van de provincie Viipuri die aan de Finse kant bleven in 1945 omgezet in de provincie Kymi, die in 1997 opging in de provincie Zuid-Finland, die op zijn beurt in 2010 werd opgeheven.